# Навбитки

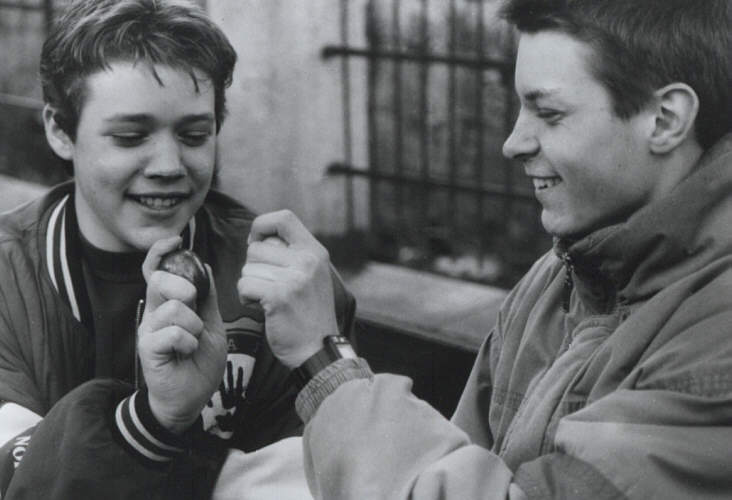
Два учасники граються у биття яєць (Німеччина)

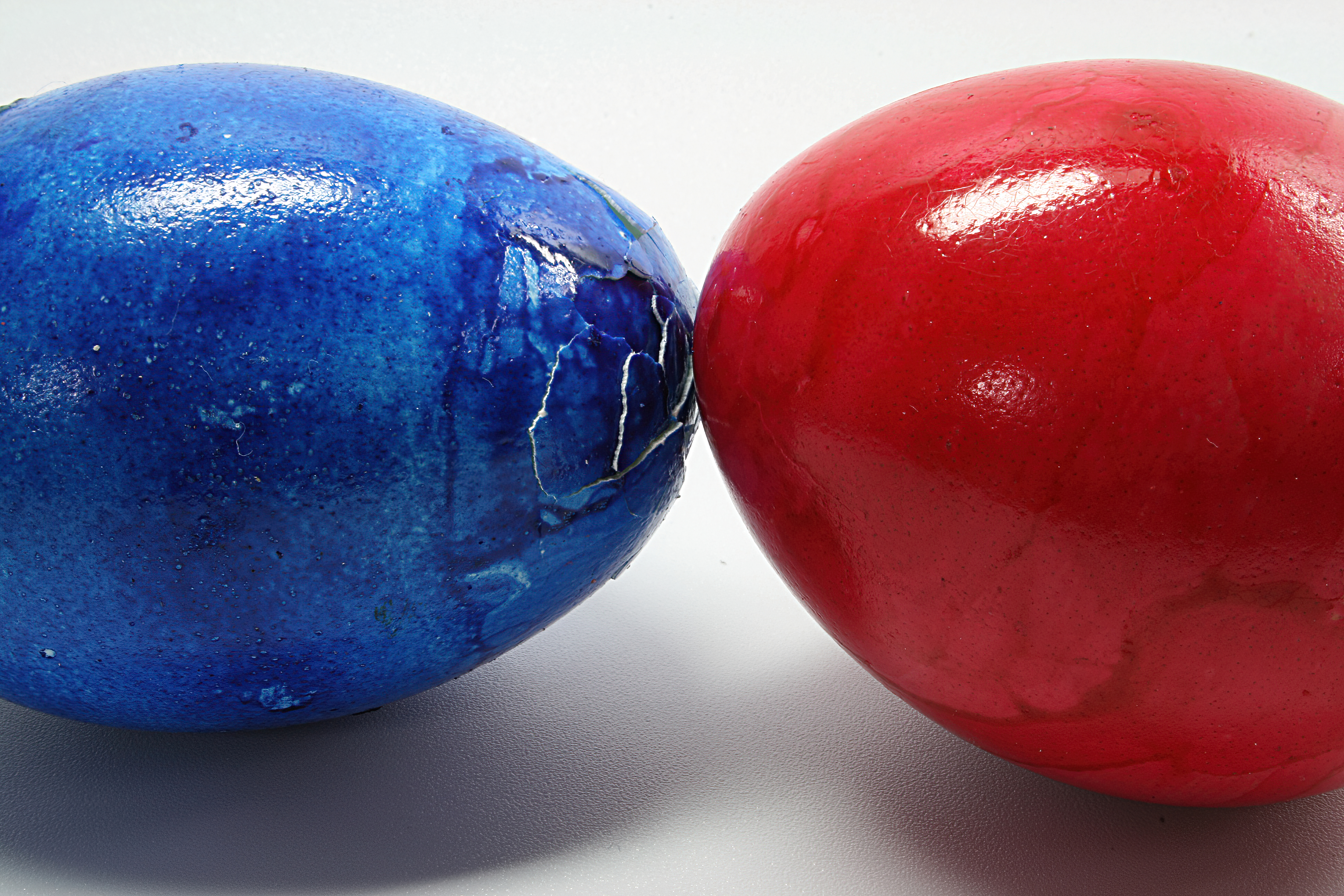
Червоне яйце виявилося міцнішим за синє

Навби́тки (або битки, в моцака, биття яєць) — традиційна великодня гра, під час якої гравці стукаються крашанками. Участь у грі українською називається гуля́ти (гратися, битися) навби́тки.
Правила гри полягають у тому, що два гравці тримають в руках по курячому яйцю, попередньо круто звареному, і б'ють їх одне об одного, маючи намір розбити чуже, щоб не розбити при цьому своє. Спочатку б'ють «ніс на ніс» (гострими кутами яйця), а після їхнього розбиття били «гузку» («пушку»). Як і будь-яка інша гра, вона була предметом обману: відомі випадки, коли недобросовісні гравці наповнювали яйця воском, цементом, алебастром і навіть мармуром. В українській грі навбитки переможець гри забирає розбите яйце іншого гравця.
В англійській народній традиції гра була відома як «shackling», «jarping» або «dumping».

## Історія

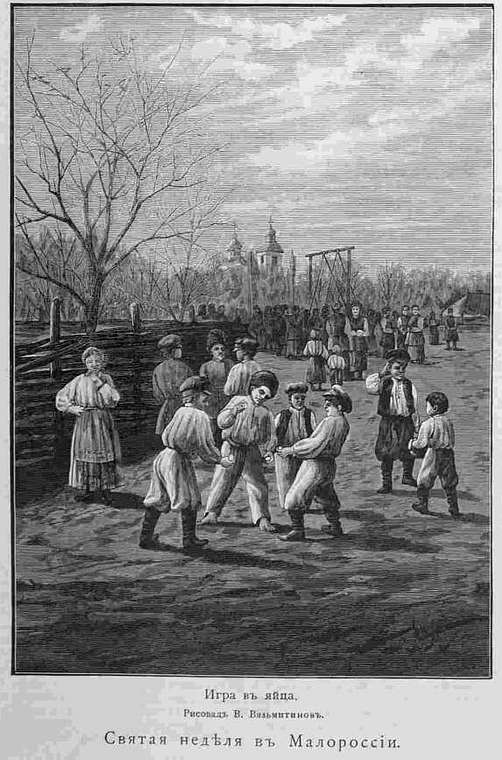
«Гра в яйця», Україна, 1888 рік

Великоднє яйце є символом воскресіння Ісуса Христа і тому є одним з атрибутів свята Пасхи.
Биття яєць практикувалося в Європі вже за часів Середньовіччя. Наприклад, є вказівки про те, що в XIV столітті навбитки зіграли важливу роль на Великодньому фестивалі в Загребі. Вивчення польського фольклору дозволяє припустити існування гри в Польщі XV століття.
Європейські колоністи перенесли із собою звичай в Північну Америку. Так, молодий британський офіцер Томас Енбері, який подорожував Америкою як військовополонений під час американської війни за незалежність, повідомляв про гру навбитки в місті Фредерік штату Меріленд в 1781 році. За місцевими звичаями тих часів яйця фарбувалися з використанням кампешевого дерева або дикого тика, щоб надати їм малинового кольору, який до того ж, за зауваженням Енбері, нібито надавав знаряддям гри «великої сили». Можливо, гра навбитки була тісно пов'язана з великодніми традиціями, оскільки Енбері виявив її поблизу міста Фредерік 11 липня 1781 року.
За даними, зібраними Павлом Чубинським у другій половині XIX століття в Канівському повіті, у навбитки грали парубки лише перші три дні Великодня і на проводи. Він описує гру так: парубок, у якого є фарбовані яйця, підходить до іншого та каже:
Домовившись, з якого боку підставляти яйце, один тримає його, а інший з того ж боку б'є. Розбите з обох боків яйце переходить до того, хто його розбив. Якщо при цьому трапиться так, що одне яйце розіб'ється з одного боку, а інше з іншого, то гравці квити.
29 березня 1933 року балтиморська газета The Evening Sun, що виходить у тому самому штаті Меріленд, присвятила редакційну статтю обговоренню аксесуарів гри навбитки і різним технікам її ведення. Ще один матеріал на ту ж тему газета The Sunday Sun опублікувала 17 квітня 1949 року.

## Биття яєць сьогодні
В Англії гра відбувається між двома учасниками, які б'ють гострим кінцем яйця по яйцю суперника, поки одне з яєць не трісне; абсолютним переможцем вважається той, чиє яйце зуміло розбити найбільшу кількість інших яєць. Світові чемпіонати з биття яєць проводяться з 1983 року щорічно кожної Пасхи в неділю в Peterlee Cricket And Social Club в англійському графстві Дарем. Доходи від заходу передаються благодійному фонду Macmillan Cancer Support.
У багатьох місцях штату Луїзіана навбитки — також серйозне змагання. Відлік першого офіційного змагання з биття яєць ведеться там з 1956 року, воно відбулося в місті Марксвілл. У минулому деякі шахраї замість курячих яєць використовували яйця цесарки, які мають менші розміри і міцнішу шкаралупу. В даний час для яєць цесарок виділена окрема конкурсна категорія, а підготовка до конкурсу перетворилася на серйозний захід. Учасники змагань тепер знають, в який час і які породи курей відкладають міцніші яйця. Кури повинні харчуватися багатою кальцієм їжею і багато рухатися. Процес варіння яєць на конкурс теж важливий. Наприклад, відоме правило, що яйця повинні варитися гострим кінчиком вниз, так щоб повітряна кишеня знаходилась в тупому кінці яйця. Існує також правило, за яким переможець змагань повинен врешті-решт розбити найміцніше яйце і з'їсти його, щоб продемонструвати його справжність.